# M42 (Objektivanschluss)
M42 ist ein im Bereich der Fototechnik standardisierter, herstellerunabhängiger Objektivanschluss für Wechselobjektive mittels Schraubgewinde, der von vielen Herstellern verwendet wurde. Das „M“ in der Bezeichnung steht für einen metrischen Durchmesser, die Zahl für den Durchmesser in Millimetern.

## Gewinde
Der Außendurchmesser des Schraubgewindes ist 42 mm bei einer Gewindesteigung von 1 mm (Höhe pro Umdrehung). Das Auflagemaß beträgt 45,46 mm. Bei dem normalen Belichtungsmessvorgang an einer M42-Kamera wird die Blende während der Belichtungsmessung auf den vorgewählten Wert geschlossen. Das Sucherbild dunkelt hierbei ab, soweit die Blende nicht manuell ganz geöffnet entsprechend vorgewählt wird. Dieses Verfahren heißt „Arbeitsblendenmessung“.

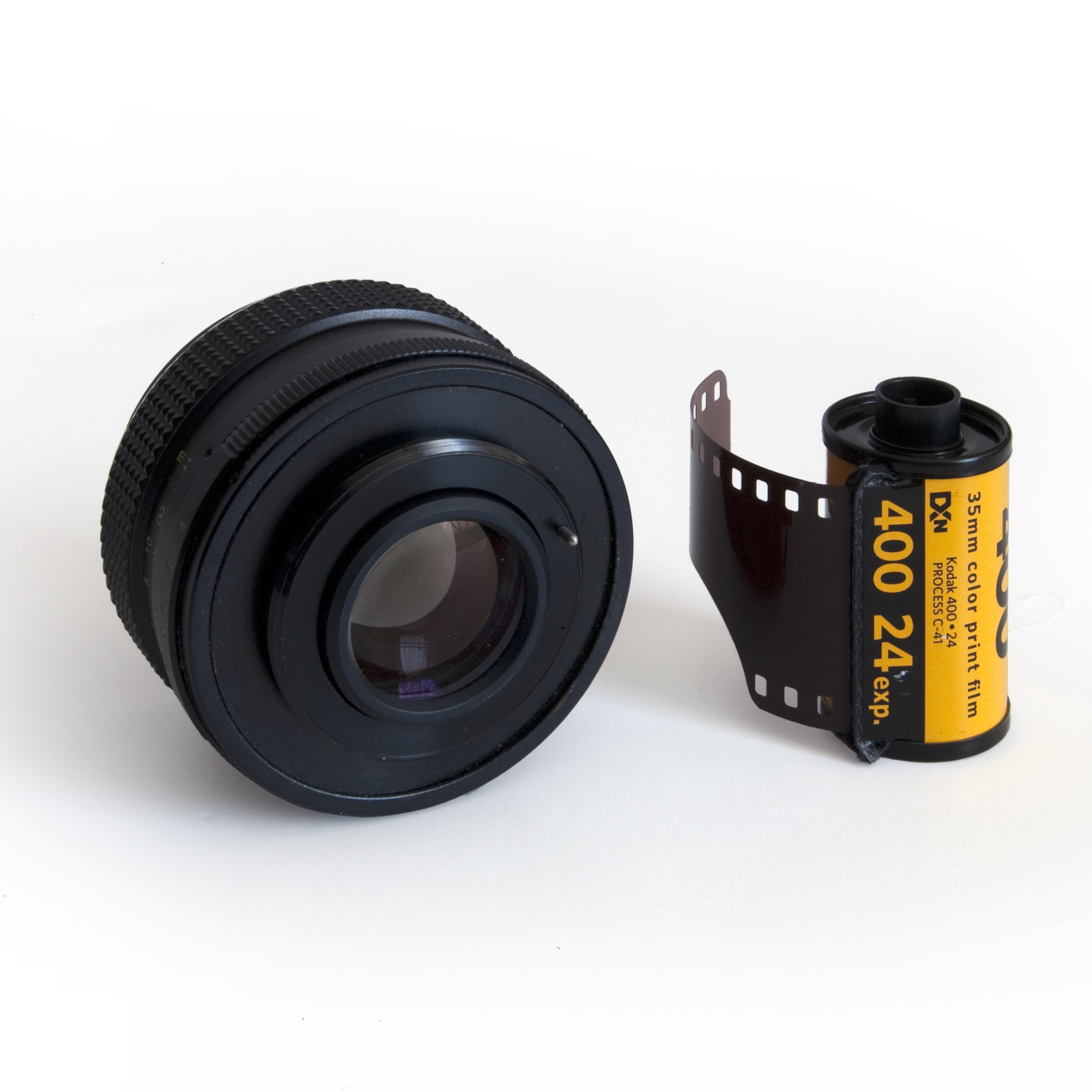
M42-Schraubgewinde mit Blendenstößel (silber)

M42 ist der Nachfolger des älteren M39-Schraubgewindes und stammt aus einer Zeit, als die Kamerahersteller noch nicht versuchten, die Kunden an das eigene System durch proprietäre Objektivbajonette zu binden. Weite Verbreitung fand es beispielsweise als Objektivanschluss der vom VEB Pentacon hergestellten älteren Generationen der Praktica-Kameras und der zugehörigen Objektive (u. a. Beroflex, Meyer-Optik). Viele von Foto Quelle („Revue“) oder Photo Porst in den 1960er und 1970er Jahren angebotenen M42-Kameras und -Objektive stammten aus der gleichen Quelle; ferner hatten Asahi Pentax Spotmatic und Edixa Reflex M42-Objektivanschluss. Das früher weit verbreitete M42-Schraubgewinde spielt heute im Neugeschäft nur noch eine untergeordnete Rolle. Zahlreiche Kameragehäuse und eine nahezu unübersehbare Auswahl an Objektiven für dieses Gewinde sind jedoch auf dem Gebrauchtmarkt günstig erhältlich.
Objektive mit M42-Gewinde lassen sich an fast allen Kameras verwenden, für die es mechanische Objektivadapter gibt. Grundsätzlich ist die Adaption auf viele Systeme möglich, dazu müssen aber oft überstehende Blendenübertragungsteile entfernt und/oder manipuliert werden. Auch steht die hintere Linse bei Fokus auf unendlich gegebenenfalls zu weit heraus und beschädigt dann Kamera und/oder Objektiv. In der Regel gehen dann meist jegliche Automatikfunktionen bis auf die Zeitautomatik verloren. Die verwendete Kamera sollte daher möglichst in der Lage sein, die Belichtungsmessung durch das Objektiv auch bei Arbeitsblende durchzuführen.
Die Anschlüsse von M42-Objektiven sind durchaus nicht alle gleich. Neben der normalen Befestigung, bei der das Objektiv durch das Festdrehen des Gewindes fixiert wird, gibt es auch Objektive mit mechanischem Anschlag oder Markierungen. Diese Systeme gestatten die Übertragung der am Objektiv vorgewählten Blende durch Übertragungselemente zum Kameragehäuse auf das Messwerk und somit eine Belichtungsmessung bei offen bleibender Blende (Offenblendmessung, Blendensimulation) (drei elektrische Kontakte bei Praktica „electric“ bzw. mechanisch an allen anderen Systemen).

### Messungssysteme
Diese sieben verschiedenen Offenblendmessungs-Systeme sind untereinander nicht kompatibel und haben somit jeweils ihre eigenen Spiegelreflexkameras und Objektiv-Serien wie folgt:
- für Zeiss / Voigtländer / Rollei: Zeiss Ikon SL706, Ifbaflex (französische Export-Variante), Voigtländer VSL1. Zugehörige Objektive haben keinen extra Erkennungsnamen, es gibt sieben Festbrennweiten.
- für Praktica: EE2, EE3, LLC, PLC 2, PLC 3, VLC, VLC 2, VLC 3. Objektive tragen den Zusatz „electric“, entweder von Carl Zeiss Jena oder Pentacon gefertigt, es gibt 10 Festbrennweiten und ein Zoom.
- für PENTACON super: Kamera trägt den gleichen Namen. Zugehörige Objektive haben keinen extra Erkennungsnamen, es gibt neun Festbrennweiten (davon zwei mit Adapter PENTACON six/PENTACON super).[1]
- für Pentax: ELECTRO-Spotmatic, ES, ESII, Spotmatic F (plus Honeywell-USA-Export-Varianten). Zugehörige Objektive tragen den Zusatz „Super-Multi-Coated“ oder „SMC“, es gibt 22 Festbrennweiten und drei Zooms.
- für Fujica: ST801, ST901, ST705, ST705W, ST605II, AZ-1. Zugehörige Objektive haben keinen extra Erkennungsnamen, es gibt 16 Festbrennweiten und 10 Zooms.
- für Mamiya: MSX 500, MSX 1000, Sears TLS 1000 MXB (USA-Export-Variante), DSX 500, DSX 1000, DSX 1000B. Zugehörige Objektive tragen den Zusatz „SX“, es gibt 15 Festbrennweiten und ein Zoom.
- für Olympus: FTL. Zugehörige Objektive haben keinen extra Erkennungsnamen, es gibt sieben verschiedene Festbrennweiten.

Angaben für Anzahl der jeweiligen Objektiv-Serie beziehen sich auf die jeweiligen Marken und Fremdhersteller ohne Adapterobjektive (Sigma YS, Sun YS, Tamron Adaptall und Vivitar TX).
Der einzige Standard hinsichtlich der Blendenfunktion, auf den für M42-Objektive teilweise Verlass ist, besteht in der Blendenschließfunktion mit einem axial betätigten Stift. Dieser Stift gelangt beim Festdrehen nach unten in die Sechs-Uhr-Position.
Hat die Kamera keinen Betätigungshebel zur Abblendung des Objektivs, muss dieses entweder eine rein mechanische Blende („Vorwahlblende“) haben (also kein Stift am Objektivanschluss) oder es muss eine „Auto/Manuell“-Umschaltung besitzen, damit man in der „Manuell“-Stellung auch ohne den Abblendhebel zur Belichtungsmessung bei Arbeitsblende die Blende schließen kann. Ansonsten bleibt die Blende offen, Aufnahme und Messung sind auch so möglich.

## Kompatibilität

### Spiegelreflexsysteme

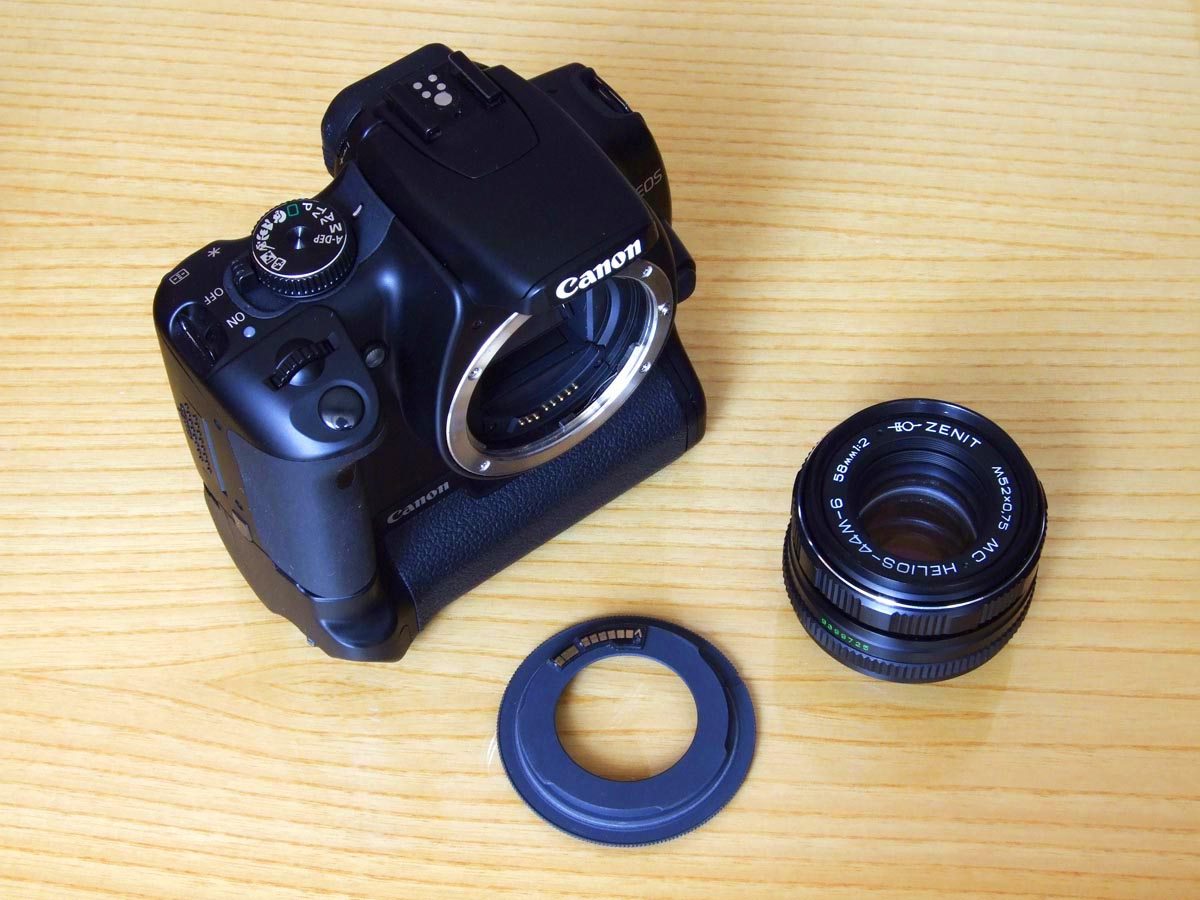
Objektivadapter für Canon EF mit Dandelion-Chip zur Übertragung von Objektivdaten bajonettfremder Objektive

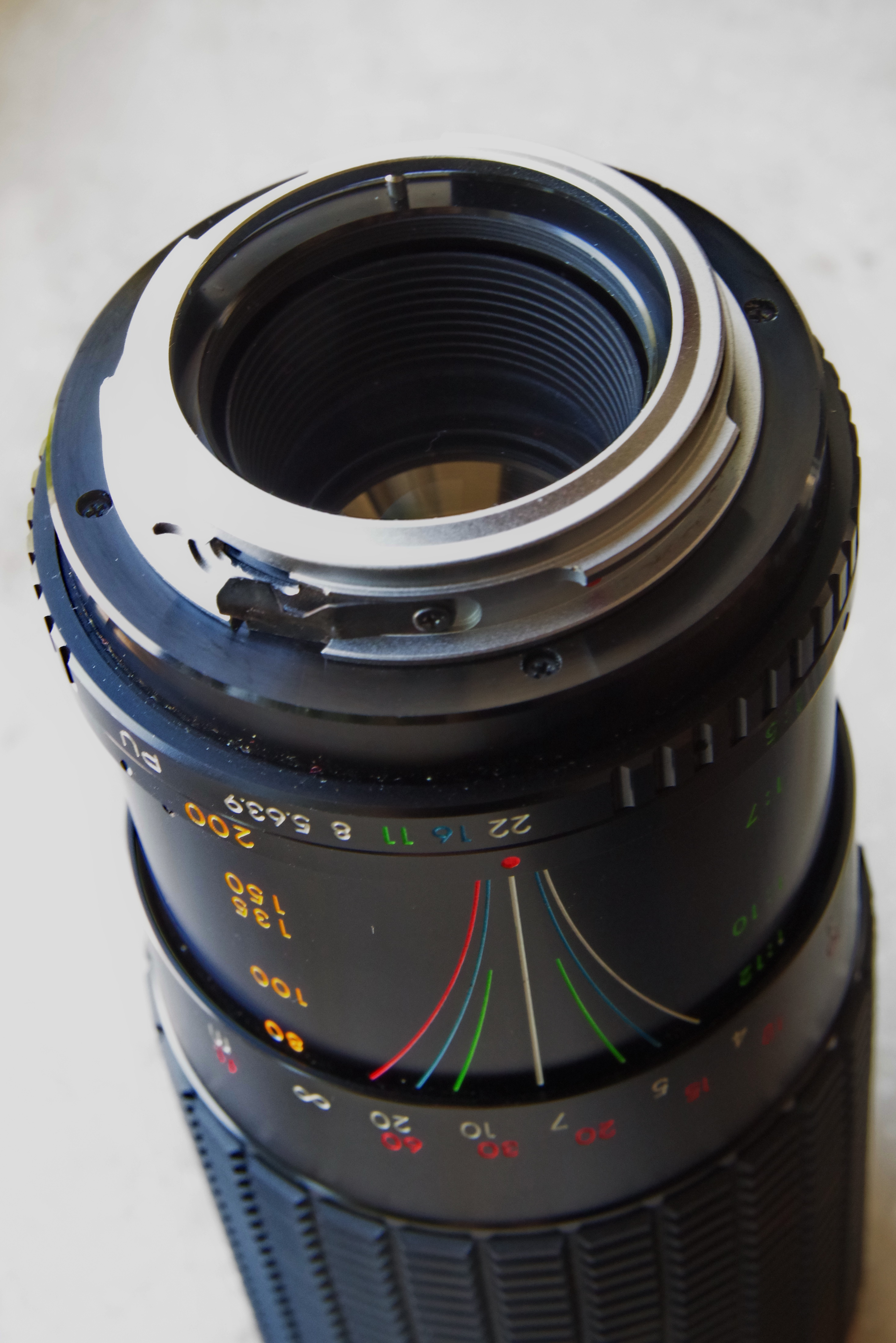
M42-Objektiv mit Adapter für Pentax K Bajonett; gut erkennbar: der gedrückte Blendenstößel

- Canon: Alle DSLRs ermöglichen automatische Belichtung mit Blendenvorwahl. Mit speziellen Dandelion-Adaptern ist die Messung und AF-Bestätigung möglich.
- Nikon: Zur Blendenübertragung ist, wie auch für alte Nikon-Objektive mit AI-Blendenübertragung, ein Blendenkupplungshebel an der Kamera erforderlich, mit dem viele Low-End-Kameras nicht mehr ausgestattet sind, darunter die meisten DX-DSLRs, aber auch einige jüngere Analogkameras. Ist diese Kupplung vorhanden, kann mit Blendenvorwahl gearbeitet werden. AF-Bestätigung ist möglich, aber Fokus auf Unendlich erfordert einen Adapter mit Korrekturlinse.
- Four Thirds: Alle DSLRs benötigen manuelle Einstellungen. Bildstabilisation funktioniert. Mit speziellen Dandelion-Adaptern ist die Messung und AF-Bestätigung möglich.
- Pentax: Alle DSLRs ermöglichen Blendenprioritätsmessung mit AF-Bestätigung und Unendlichkeitsfokus. Bildstabilisation funktioniert. Fokusfalle ist abhängig vom Kameramodell möglich. Auflagefläche des Objektives muss für AF-Bestätigung und Fokusfalle unter Umständen entlackt werden um Kamerakontakte zu brücken.
- Minolta/Sony: Alle DSLRs benötigen manuelle Einstellungen. Bildstabilisation funktioniert. Mit speziellen Dandelion-Adaptern ist die Messung und AF-Bestätigung möglich.
- Sigma: SD1-SD15 ermöglicht automatische Belichtungsmessung mit Blendenpriorität, Fokus auf Unendlich und AF-Bestätigung. Die Blende sollte für eine korrekte Belichtungsmessung an der Kamera auf 1.0 eingestellt werden.

| Objektivanschluss | Auflagemaß | Unendlichkeitsstellung  | AF-Bestätigung | Belichtungsmessung                | Bildstabilisierung |
| ----------------- | ---------- | ----------------------- | -------------- | --------------------------------- | ------------------ |
| Canon EF          | 44,00 mm   | ja                      | Dandelion-Chip | Offenblendmessung                 | nein               |
| Nikon F           | 46,50 mm   | ja, mit Ausgleichslinse | ja             | abhängig von Kamera/Einstellungen | nein               |
| Four Thirds       | 38,58 mm   | ja                      | Dandelion-Chip | ja                                | ja                 |
| Pentax K          | 45,46 mm   | ja                      | ja             | ja                                | ja                 |
| Sigma SA          | 44,00 mm   | ja                      | ja             | ja                                | nein               |
| Sony/Minolta-A    | 44,50 mm   | ja                      | Dandelion-Chip | Dandelion-Chip                    | ja                 |
| M42               | 45,46 mm   |                         |                |                                   |                    |

### Spiegellose Systeme
In digitalen Kamerasystemen mit noch geringerem Auflagemaß und gleichem oder kleinerem Bildkreis, wie zum Beispiel beim Micro-Four-Thirds-System oder beim E-Bajonett von Sony, können Objektive mit M39- oder M42-Objektivgewinde mit einem geeigneten Objektivadapter ebenfalls eingesetzt werden, wobei die Fokussierung nicht auf endliche Gegenstandsweiten eingeschränkt ist und mit Hilfe der Softwarelupe im elektronischen Sucher oder auf dem Monitor durchgeführt werden kann. Die Belichtung wird ebenfalls mit dem Bildsensor ermittelt und kann in Echtzeit in einem Histogramm mit allen Belichtungswerten angezeigt und korrigiert werden. Die Bildstabilisierung kann genutzt werden, wenn diese über den Bildsensor realisiert ist, indem die aktuelle Brennweite des verwendeten Objektivs im Kameramenü eingestellt wird.

### Weitere Adaptionsmöglichkeiten
- „electric“-Objektive bzw. die meisten Objektive mit Offenblendenmessung arbeiten auch am Standardanschluss bei Arbeitsblende.
- T2-Objektive lassen sich mit einem T-2-Adapter auf M42 adaptieren und bei Arbeitsblende verwenden. Auch T2-Objektive haben ein Gewinde mit 42 mm Durchmesser am Anschluss, jedoch mit anderer Gewindesteigung (0,75 mm pro Umdrehung). Versucht man, die beiden Gewinde miteinander zu verschrauben, lassen sie sich ca. eine Umdrehung zusammenschrauben und verklemmen sich dann.
- Mittelformat-Objektive: Da alle Mittelformat-Systeme ein deutlich größeres Auflagemaß haben als das M42-Kleinbildsystem, können sie, zumeist mit der Zwischenstufe T2-Adapter, an das M42-System adaptiert werden. Dabei gehen die diversen Automatikfunktionen verloren. Entsprechende Adapter werden von Spezialherstellern angeboten.
- Vergrößerungsgeräte aus osteuropäischer Produktion verwenden teilweise das M42-Gewinde. Um M39-Vergrößerungsobjektive daran einsetzen zu können, ist ein Adapterring erforderlich.